# هايريلا

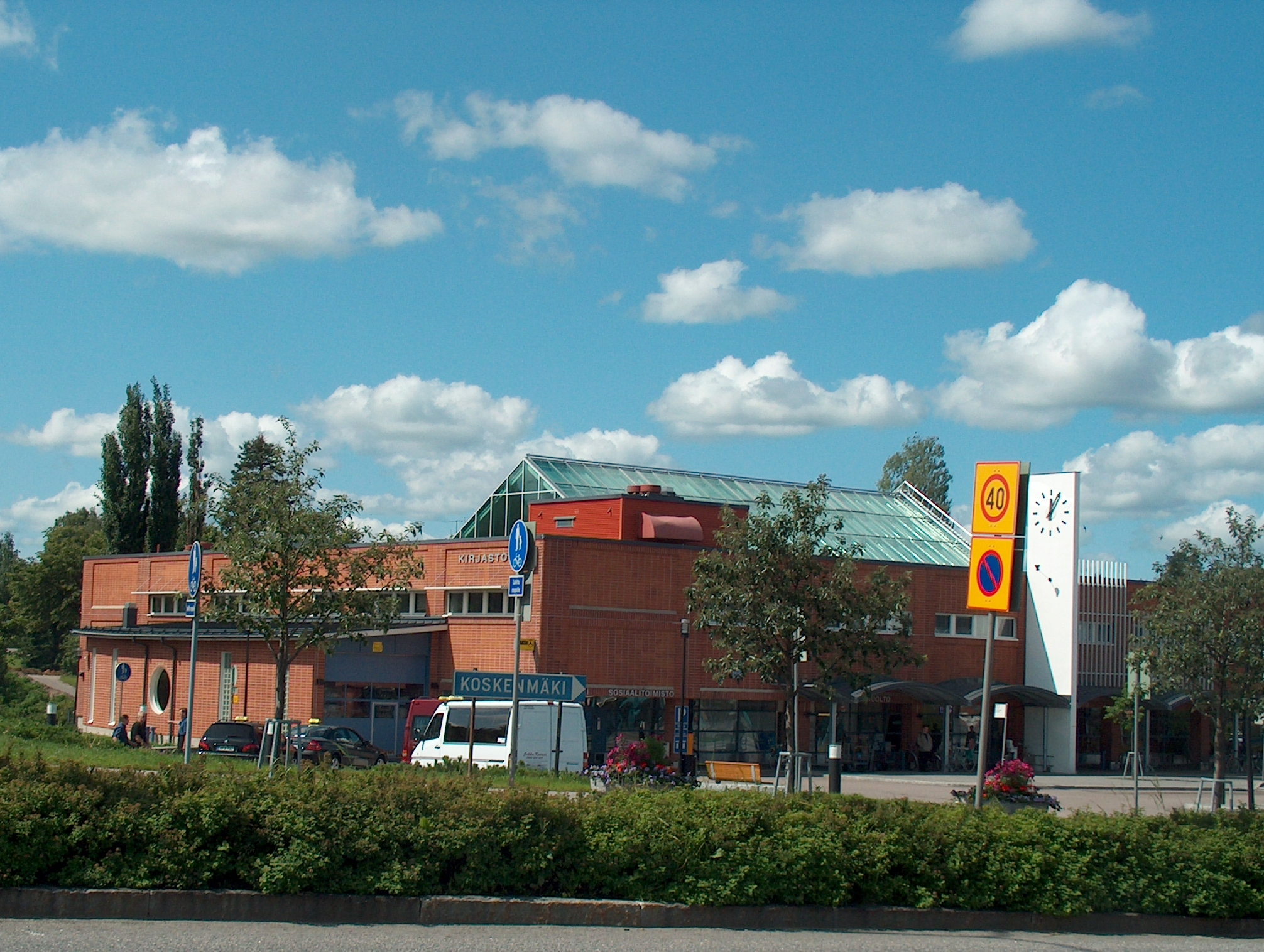
مكتبة هايريلا

هايريلا هي واحدة من القرى الثلاث والمركز الإداري لتوسولا، ويبلغ عدد سكانها حوالي 19,500 من السكان 
وهي تقع في الجانب الجنوبي من بحيرة توسولا، ما يقرب من 10 دقائق بالسيارة من مطار هلسنكي فانتا و 25 كيلومترا من هلسنكي.